# 하라 다카시
하라 다카시(일본어: 原 敬, 1856년 2월 9일 ~ 1921년 11월 4일)는 일본의 정치가이고, 1918년 9월 28일부터 1921년 11월 4일까지 19대 일본 내각총리대신을 지냈고 공식적으로 하라 게이 또는 하라 사토시라고 불렀으며, 어릴 적 이름은 겐지로(일본어: 健次郎)이다.

## 생애
1856년 모리오카 번사 하라 나오하루의 차남으로 태어났다. 1875년 분가 독립해 스스로 평민이 되었고 기자 생활을 하며 외무성, 농상무성에서 근무하다가 1896년 주한 공사로 임명되었다가 1897년 사임하고 오사카 마이니치 신문의 사장이 되었다.
1900년 입헌정우회 창립에 참여하면서 정치에 참여해 이토 히로부미 내각의 체신상을 맡았고 1902년 중의원 의원으로 당선되었으며 이후 내각 내무상을 역임한 뒤 1914년 입헌정우회 제3대 총재에 취임했다.
1918년 9월 28일 데라우치 마사타케 내각이 무너지자 총리로 임명되어 교육기관 확충과 교육제도 개선, 교통 기관 정비, 국방 강화, 산업 진흥 등의 정책을 수행하고 중화민국과의 외교 관계를 완화하고 영국, 미국과 협조 체계를 구축하였다. 그리고 야마가타 아리토모 등의 군계열 인사들과도 관계를 유지하며 내각 및 정계를 정당의 인사들을 중심으로한 체제를 다져나갔다.
하지만 보통선거제는 아직 시기상조이며 사회 운동 역시 사회 질서 혼란으로 탄압하고 있었고 1921년 11월 4일 도쿄역에서 교토에서 열리는 입헌정우회 교토지부 대회에 참가하러 가던 중 나카오카 곤이치의 칼에 찔려 암살당했다.

## 같이 보기
- 다이쇼 데모크라시
- 미우라 고로
- 히라오카 사다타로
- 나카무라 야로쿠
- 나카오카 곤이치
- 아자이씨
- 일본의 궤간 변경에 관한 논쟁
- 아시오에서 온 여자 - 배우: 쿠니무라 준